# Eletromidia
Eletromidia é uma empresa brasileira de mídia OOH (Out-Of-Home) que oferece espaços publicitários em locais como ruas, transportes, elevadores, shoppings e aeroportos.  Hoje é o maior veículo Out of Home do Brasil com mais de 70 mil faces digitais e estáticas nas maiores cidades do país, atingindo e falando com mais de 22 milhões de pessoas pelo Brasil.

## História
A Eletromidia foi fundada em 1993. Em 2013 recebeu o investimento do fundo de private equity HIG que junto ao management da Cia iniciou o processo de profissionalização e expansão da Companhia.
Em janeiro de 2020, a Eletromidia adquiriu a Elemidia. As operações da Elemidia passaram a utilizar a marca da Eletromidia em agosto do mesmo ano.
Em fevereiro de 2021 a Eletromidia abriu capital na B3 como uma adtech.
Em 2022, a Eletromidia adquiriu a OTIMA - empresa responsável pelo abrigos de ônibus de São Paulo.
Em 2023, ocorre a entrada do Grupo Globo nos negócios da empresa. “A entrada do maior grupo de mídia do Brasil no capital da empresa valida nossa tese de investimento e reforça o potencial do segmento de mídia urbana". E no ano seguinte, o Grupo Globo compra a totalidade da empresa.